# Konstantin Tih
Konstantin Tih (bolgarsko Константин Тих, Konstantin Tih) ali Konstantin I. Tih-Asen (bolgarsko  Константин I Тих Aсeн, Konstantin I Tih-Asen) je bil bolgarski cesar (car), ki je vladal od leta 1257 do 1277, * ni znano, † 1277.
Njegov oče je bil verjetno bojar Tihomir (Tih) ali morda skopski bojar Ivan Tihomir. Stari oče po materini strani je bil srbski vladar Stefan Nemanja. Za cesarja so ga  izvolili bojarji leta 1257, ko se je poročil z Ireno Nikejsko, hčerko cesarja Teodorja II. Dukas Laskarisa in Elene Bolgarske, hčerke Ivana Asena II., da bi zamenjal neučinkovitega Mica Asena. Da bi okrepil svoj položaj zakonitega vladarja, je privzel ženin priimek Asen. Leta 1261 je bil Mico dokončno poražen in dobil azil pri nikejskem cesarju  Mihaelu VIII. Paleologu.
Od leta 1259 do 1261 se je Konstantin vojskoval tudi z Bélo IV. Ogrskim. Začetni ogrski vdor leta 1259 je imel za posledico Konstantinovo prehodno osvojitev Severinskega Banata leta 1260. Ogri so pod vodstvom kasnejšega kralja Štefana V. Ogrskega leta 1261 osvobodili Severin in osvojili bolgarski Vidin in Lom. Bolgari so pod poveljstvom kijevskega princa Jakoba Svetoslava osvojili izgubljeno ozemlje, zato so mu za nagrado prepustili Vidin.  Jakov  Svetoslav  je kot skoraj neodvisen despot vzdrževal stike tako z Bolgarijo kot z Ogrskim kraljestvom. 
Odstavitev in oslepitev mladoletnega nikejskega cesarja Ivana IV. Dukasa Laskarisa, ki jo je ukazal Mihael VIII. leta 1261, je iz Konstantina Tiha kot svaka odstavljenega cesarja naredila Mihaelovega nasprotnika. Konstantin se je leta 1264 udeležil mongolskega pohoda na bizantinsko ozemlje, vendar njegov uspeh ni izboljšal bolgarskega položaja.  
Po smrti žene Irene leta 1268 je Konstantin poskušal zgladiti odnose z Mihaelom VIII. s poroko z njegovo nečakinjo Marijo Kantakuzeno leta 1269. Spori zaradi predaje Marijine dogovorjene dote, mesta Mesembrija (Nesebăr), so izboljšane odnose takoj pokvarili. Bolgarska vlada je sklenila zavezništvo s sicilskim kraljem Karlom I., ki je načrtoval pohod proti Mihaelu VIII. in obnovitev Latinskega cesarstva.  Mihael VIII. je vrnil udarec s poroko svoje nezakonske hčerke Eufrozine z Nogaj Kanom iz Zlate horde, ki je kot bizantinski zaveznik leta 1274 opustošil Bolgarijo. Mihaelov poskus, da bi na Drugem lyonskem koncilu vzhodno Cerkev združil z Rimom, je zaostril odnose med Bolgarijo in Bizantinskim cesarstvom, ker sta bili bolgarska cesarica in njena mati iz tistega  dela bizantinske aristokracije, ki je najbolj nasprotivala združitvi.
Zadnja leta vladanja je bil Konstantin delno paraliziran zaradi padca s konja in je trpel zaradi neugotovljene  bolezni. Vlada je bila trdno v rokah Marije Kantakuzene, ki je njunega sina Mihaela kmalu po rojstvu okrog leta 1272 kronala za socesarja. V 1270. letih je nadzirala odnose z Bizantinskim cesarstvom in organizirala najprej  podreditev in nato umor z zastrupitvijo vidinskega despota Jakoba Svetoslava leta 1276. 
Zaradi dragih in neuspešnih vojn, stalnih vpadov Mongolov in gospodarske nestabilnosti (Konstantin je bil prvi bolgrski vladar, ki je na veliko koval svoj denar)  je leta 1277 izbruhnil upor. Vodil ga je svinjski pastir (ali svinjerejec) Ivajlo, ki je v svoje vrste privabil mnogo nezadovoljnih podložnikov, domnevno predvsem iz nižjih družbenih slojev, in prevzel oblast v velikem delu države. Konstantin je Ivajla napadel s svojo osebno stražo, vendar je bil v bitki odločilno premagan in ubit.   

## Družina
Konstantin je bil trikrat poročen. Imena njegove prve žene in njenih otrok niso znana. Z drugo ženo, Ireno Nikejsko, ni imel otrok. S tretjo ženo, Marijo Kantakuzeno, je imel sin Mihaela, ki je bil od leta 1277 do 1279 Ivajlov  sovladar.

## Vir
- Van Antwerp Fine, John (1994). The Late Medieval Balkans: A Critical Survey from the Late Twelfth Century to the Ottoman Conquest. University of Michigan Press. COBISS 40589569. ISBN 0-472-08260-4.

| Konstantin Tih Rojen: ni znano Umrl: 1277 |                         |                             |
| Vladarski nazivi                          |                         |                             |
| Predhodnik: Mico Asen                     | Bolgarski car 1257–1277 | Naslednik: Mihael in Ivajlo |